# Linia kolejowa Stryj – Iwano-Frankiwsk
Linia kolejowa Stryj – Iwano-Frankiwsk – linia kolejowa na Ukrainie łącząca stację Stryj ze stacją Iwano-Frankiwsk (hist. Stanisławów). Zarządzana jest przez Kolej Lwowską (oddział ukraińskich kolei państwowych).
Znajduje się w obwodach lwowskim i iwanofrankiwskim.
Linia na całej długości jest jednotorowa. Posiada sieć trakcyjną na odcinku Stryj – Morszyn. Na pozostałej długości jest niezelektryfikowana.

## Historia
Linię otwarto 1 stycznia 1875 jako fragment biegnącej ze Lwowa do Stanisławowa Kolei Arcyksięcia Albrechta. Później odcinek Stryj – Stanisławów został częścią Galicyjskiej Kolei Transwersalnej. Linia początkowo leżała w Austro-Węgrzech, w latach 1918–1945 w Polsce, następnie w Związku Sowieckim (1945–1991) i od 1991 na Ukrainie.